# 토론토 팬암 스포츠 센터
토론토 팬암 스포츠 센터(영어: Toronto Pan Am Sports Centre)는 캐나다 온타리오주 토론토에 위치한 실내 경기장이다. CEBL 스카버러 슈팅 스타즈의 홈경기장으로 사용되고 있다.